# Enz (Prüm)
Die Enz (auch: Enzbach) ist ein 37,9 km langer, orografisch rechter Nebenfluss der Prüm in der Eifel.

## Name
Der Name ist vermutlich keltischen Ursprungs und leitet sich möglicherweise vom  keltischen Wort *anto-, *anti- für 'Vorderseite, Stirn, Ende, Grenze, Rand' ab. Hierbei könnte der Rand der Eifel gemeint sein, also hätte die Enz die Bedeutung 'Fluss, welcher vom Gebirge kommt'.

## Geographie

### Verlauf
Die Enz entspringt etwa 650 Meter südsüdwestlich von Lichtenborn auf 544 m ü. NHN. Das Quellgebiet liegt auf der Arzfelder Hochfläche. Von hier aus fließt sie zunächst vorrangig in südsüdwestliche Richtung und erreicht nach etwa 150 Meter Fließstrecke das Gemeindegebiet von Arzfeld. Weiter in südsüdwestliche Richtung durchfließt sie Arzfeld. Oberhalb der Arzfeldermühle wird die Enz zu einem kleinen See gestaut. Etwas unterhalb der Mühle bildet die Enz, jetzt in südliche Richtungen fließend, die Gemeindegrenze zwischen Kickeshausen und Arzfeld, weiter südlich dann zwischen Jucken und Emmelbaum. Hier beginnt das Neuerburger Enztal. Auf ihren Weg nach Neuerburg wendet sich die Enz jetzt in südöstliche Richtungen. Nach dem Passieren der Ortschaften Enztalhof, Engelsdorf, Zweifelscheid, Weidendell und Beyerhof erreicht die Enz die Ortschaft In der Enz, wo der Wahlbach rechtsseitig in die Enz mündet.
Wenig später erreicht die Enz Neuerburg. Bei den ehemaligen Mühlen stürzt das Wasser der Enz über einen Wasserfall. Unterhalb setzt die Enz ihren Weg Richtung Südosten fort, wobei ihr Lauf mehrere Schleifen macht. Nachdem sie an Daudistel vorbeigeflossen ist quert die Enz die Gemeindegrenze zu Sinspelt. Am nördlichen Ortsrand mündet rechtsseitig der Radenbach, der größte Nebenfluss der Enz. Weiter in südöstliche Richtungen fließend passiert die Enz Mettendorf, Enzen und Schankweiler. Unterhalb von Schankweiler wendet sich die Enz in einer markanten Schleife nach Osten, bevor sie in Holsthum auf 189 m ü. NHN rechtsseitig in die Prüm mündet.
Auf ihrem 37,9 km langen Weg überwindet die Enz einen Höhenunterschied von 355 m, was einem mittleren Sohlgefälle von 9,4 Promille entspricht.

### Einzugsgebiet
Das 148,5 km² große Einzugsgebiet wird über Prüm, Sauer, Mosel und Rhein zur Nordsee entwässert.
Es grenzt
- im Nordosten und Osten an das der Prüm;
- im Südwesten an das der Sauer;
- um Westen an das des Gaybachs, der in die Sauer mündet und
- im Nordwesten an das der Irsen, die über die Our in die Sauer entwässert.

### Nebenflüsse
Der Enz fließen von den Höhen zahlreiche, meist sehr kurze Wasserläufe zu. Wichtigster Nebenfluss ist der 12,2 km lange Radenbach. Im Folgenden werden die Nebenflüsse der Enz genannt, so wie sie von der Wasserwirtschaftsverwaltung Rheinland-Pfalz geführt werden.
| Name        | Stat. in km | Lage   | Länge in km | EZG in km² | Mündungshöhe in m ü. NHN | GKZ       |
| ----------- | ----------- | ------ | ----------- | ---------- | ------------------------ | --------- |
| N.          | 35,680      | links0 | 00,6        | 00,414     | 480                      | 26286 112 |
| Betzbach    | 34,910      | links0 | 02,4        | 04,016     | 467                      | 26286 120 |
| Kuhbach     | 32,250      | rechts | 01,5        | 01,184     | 434                      | 26286 140 |
| Emmelseifen | 28,520      | links0 | 02,6        | 02,767     | 389                      | 26286 160 |
| Grimbach    | 25,540      | links0 | 03,2        | 03,491     | 353                      | 26286 180 |
| Wahlbach    | 24,080      | links0 | 07,9        | 16,940     | 339                      | 26286 200 |
| Radenbach   | 15,920      | links0 | 12,2        | 36,260     | 276                      | 26286 400 |
| Ringsbach   | 13,990      | links0 | 02,6        | 03,717     | 263                      | 26286 540 |
| Asterbach   | 13,120      | links0 | 02,0        | 01,780     | 257                      | 26286 592 |
| Alsbach     | 11,730      | rechts | 03,5        | 06,187     | 249                      | 26286 600 |
| Urselt      | 09,260      | rechts | 01,0        | 01,803     | 238                      | 26286 720 |
| Silberbach  | 07,220      | rechts | 03,3        | 03,787     | 226                      | 26286 740 |
| Rohrbach    | 05,060      | links0 | 04,6        | 05,406     | 216                      | 26286 800 |
| Diebach     | 02,570      | rechts | 01,7        | 01,778     | 203                      | 26286 920 |
| Fielsbach   | 00,294      | rechts | 00,9        | 01,067     | 189                      | 26286 940 |

## Umwelt
Die Enz zählt bis zur Mündung des Radenbachs zu den grobmaterialreichen, silikatischen Mittelgebirgsbächen (Typ 5) und im weiteren Verlauf zu den fein- bis grobmaterialreichen, silikatischen Mittelgebirgsflüssen (Typ 9).
Ihre Gewässerstruktur wird im Bereich von Arzfeld mit sehr stark bis vollständig verändert angegeben. Im weiteren Verlauf bis Neuerburg wird die Einstufung überwiegend mit deutlich bis stark verändert angegeben, wobei einige Abschnitte oberhalb von Zweifelscheid mit gering bis mäßig verändert eine deutlich bessere Strukturgüte aufweisen. Im Bereich der Ortslage Neuerburg ist der Wasserlauf vollständig verändert. Unterhalb von Neuerburg wird die Strukturgüte überwiegend  mit mäßig bis deutlich verändert angegeben, wobei es sowohl einige kurze Abschnitte mit besserer als auch schlechterer Strukturgüte gibt.
Die Gewässergüte wird ab Arzfeld mit gering belastet angegeben. Im Abschnitt von Neurath bis Neuerburg wird die Gewässergüte mit mäßig belastet und von Neuerburg bis zur Mündung mit gering belastet angegeben.

## Verkehrswege
Durch das obere Tal der Enz verläuft die frühere Bahnstrecke Pronsfeld-Arzfeld-Neuerburg (Enztalbahn), eine Stichstrecke der Westeifelbahn. Nach der Stilllegung 1989 wurden die Gleise entfernt, und die Trasse wurde zum Teil zum Enztal-Radweg umgebaut. Seit Ende 2011 ist der Radweg von Pronsfeld bis Neuerburg durchgängig asphaltiert.